# Parti républicain colombien
Le Parti républicain colombien (Partido Repúblicano de Colombia), connu aussi comme sous le nom d'Union Républicaine (Unión Repúblicana) fut un parti centriste auquel ont adhéré, à ses débuts, des membres des partis Libéral et Conservateur. Il fut créé le 13 mai 1909, en réaction au caractère dictatorial du gouvernement de Rafael Reyes et dissout en 1921. Il obtient la majorité à l'Assemblée Nationale Constitutive de 1910, le républicain Carlos Eugenio Restrepo étant élu président de la République de Colombie lors de l'élection présidentielle de cette même année.

## Membres illustres
- Carlos Eugenio Restrepo (fondateur, puis président de la république entre 1914 et 1918)
- Enrique Olaya Herrera (fondateur)
- Nicolás Esguerra (candidat aux élections présidentielles de 1914)
- Benjamín Herrera
- Alfonso Villegas Restrepo
- Guillermo Valencia (candidat aux élections présidentielles de 1918)
- Luis Cano
- Tomas Eastman